# Primeira Liga 1936-37
La Primeira Liga 1936/37 fue la tercera edición de la categoría de primer nivel de fútbol en Portugal. Esta fue una competencia experimental y los ganadores del torneo fueron nombrados "campeones de la liga". El Campeonato de Portugal definió al campeón portugués.

## Tabla de posiciones
| Pos. | Equipo               | Pts. | PJ | G  | E | P  | GF | GC | Dif. | Clasificación              |
| ---- | -------------------- | ---- | -- | -- | - | -- | -- | -- | ---- | -------------------------- |
| 1    | Benfica (C)          | 24   | 14 | 12 | 0 | 2  | 57 | 13 | +44  | Campeón de Liga            |
| 2    | Belenenses           | 23   | 14 | 11 | 1 | 2  | 46 | 17 | +29  |                            |
| 3    | Sporting CP          | 20   | 14 | 9  | 2 | 3  | 54 | 25 | +29  |                            |
| 4    | Porto                | 14   | 14 | 6  | 2 | 6  | 31 | 31 | 0    |                            |
| 5    | Académica de Coimbra | 11   | 14 | 5  | 1 | 8  | 24 | 30 | −6   |                            |
| 6    | Carcavelinhos        | 9    | 14 | 4  | 1 | 9  | 16 | 35 | −19  |                            |
| 7    | Vitória Setúbal (D)  | 7    | 14 | 3  | 1 | 10 | 18 | 45 | −27  | Descenso a Segunda Divisão |
| 8    | Leixões (D)          | 4    | 14 | 2  | 0 | 12 | 19 | 69 | −50  | Descenso a Segunda Divisão |

 Fuente: RSSSF
|                              |
| Campeón SL Benfica 2° título |

## Resultados
| Local \ Visitante    | ACC | BEL | BEN | CAR | LEI  | POR | SCP | VIT |
| -------------------- | --- | --- | --- | --- | ---- | --- | --- | --- |
| Académica de Coimbra | —   | 3–5 | 1–3 | 1–2 | 4–2  | 2–1 | 1–2 | 2–0 |
| Belenenses           | 2–3 | —   | 1–0 | 3–0 | 9–0  | 3–0 | 1–1 | 5–0 |
| Benfica              | 2–1 | 2–0 | —   | 5–1 | 10–2 | 6–0 | 5–1 | 8–1 |
| Carcavelinhos        | 1–0 | 1–2 | 1–3 | —   | 4–0  | 0–0 | 1–2 | 1–0 |
| Leixões              | 0–3 | 3–5 | 0–6 | 4–1 | —    | 0–5 | 2–7 | 5–1 |
| Porto                | 2–0 | 1–2 | 2–1 | 4–2 | 6–1  | —   | 2–2 | 7–0 |
| Sporting CP          | 7–2 | 2–3 | 1–4 | 8–0 | 4–0  | 9–1 | —   | 5–1 |
| Vitória Setúbal      | 1–1 | 1–5 | 1–2 | 3–1 | 4–0  | 3–0 | 2–3 | —   |